# Кодивара (Ла Специја)
Кодивара је насеље у Италији у округу Ла Специја, региону Лигурија.
Према процени из 2011. у насељу је живело 34 становника. Насеље се налази на надморској висини од 768 м.